# Fredrik Falk
Fredrik Falk, till 1989 Berglund, född 13 juni 1950 i Bromma, är en svensk journalist, copywriter och författare. 
Efter akademiska studier arbetade han från 1976 som journalist på SR Stockholm och Dagens Nyheter, samt därefter på Ekoredaktionens inrikesgrupp, sedan som arbetsmarknadsreporter, tidningskrönikör och producent för programmet Jobbet på Sveriges Radio. År 1986 startade han eget företag och arbetade som projektledare och copywriter, men avvecklade senare företaget. 
Falk har tre barn, varav två med Maria Bergom Larsson. Han är gift med psykologen Yvonne Silow.